# Johann Carl von Morawitzky
Johann Carl Freiherr von Morawitzky (auch von Morawitzky zu Branitz); (geb. 11. April 1711 in Troppau, Herzogtum Troppau; gest. 1782 in Boblowitz, Landkreis Leobschütz, Provinz Schlesien) war ein preußischer Landrat.

## Leben
Johann Carl von Morawitzky war Angehöriger des Adelsgeschlechts Morawitzky. Er war ein Sohn von Carl Joachim von Morawitzky (* 13. Juni 1680), Erbherr auf Burg und Dorf Branitz und dessen Ehefrau, einer geborenen von Stoltz. Johann Carl weilte zunächst um das Jahr 1729 an der Universität Halle. Im Jahr 1743 wurde er zum ersten Landrat des Kreises Leobschütz ernannt. Am 11. Januar 1745 wurde er als Mitglied des schlesischen Feld-Kriegskommissariat erwähnt. Das Amt als Landrat in Leobschütz übte er bis 1747 aus, sein Nachfolger wurde 1748 Christian Ernst von Solms.

## Familie
Johann Carl Freiherr von Morawitzky saß auf Branitz und war seit 1742 mit Eleonore Amalie (* 17. Februar 1711; † 4. März 1761), geb. zu Solms-Wildenfels-Laubach, verheiratet. Die Ehe wurde 1749 geschieden.